# 3 Car Garage
3 Car Garage - The indie recordings '95-'96 är det amerikanska indie/pop/rock-bandet Hansons självproducerade album som gavs ut 1998 av skivbolaget Mercury Records. Alla låtarna är skrivna och producerade av Isaac, Taylor och Zac Hanson.  

## Låtlista
1. "Day has come" – 4:45
2. "Two tears" - 2:39
3. "Thinking of you" 3:09
4. "River" - 3:46
5. "Surely as the sun" - 5:39
6. "MMMbop" - 5:09
7. "Soldier" - 6:20
8. "Stories" - 2:34
9. "Pictures" - 2:13
10. "Sometimes" - 4:26
11. "With you in your dreams" - 4:12